# 張交絵

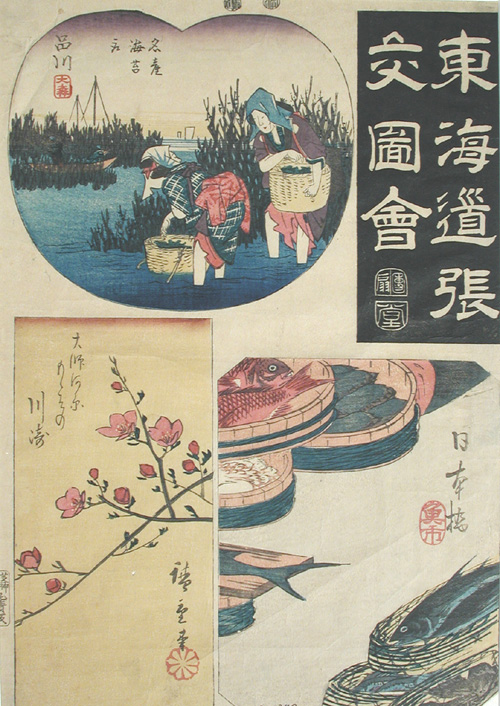
歌川広重「東海道張交図絵」（伊場仙阪）　上から時計回りに品川、日本橋、川崎

張交絵（はりまぜえ）とは、江戸時代から明治時代に描かれた浮世絵の様式のひとつ。
錦絵においていわゆる張交屏風のように、一枚の版画にいろいろな形や、いろいろな種類の絵をいくつも配置した浮世絵を指す。張交屏風から考案されたもので、一枚の紙面を大小異なる形で区切り、それぞれに別の絵を描いて組合わせた物であった。歌川広重の作品が圧倒的に多い。また複数の浮世絵師による合作も見られる。例として、広重の「国尽張交図会」や「東海道五十三次張交絵」があげられる。